# Río Tecolutla
El río Tecolutla (o Espinal) es un río costero de México de la vertiente del golfo de México. Tiene una longitud de 375 km y drena una cuenca de 7.903 km². A lo largo de su curso recibe distintos nombres: arroyo Zapata, río Coyuca, río Apulco y finalmente Tecolutla.
El río Tecolutla tiene sus nacientes en el estado de Puebla. Luego discurre por la zona noroccidental del estado de Veracruz. El río recorre el sector central del estado de Veracruz, por la zona huasteca.